# Ven (water)

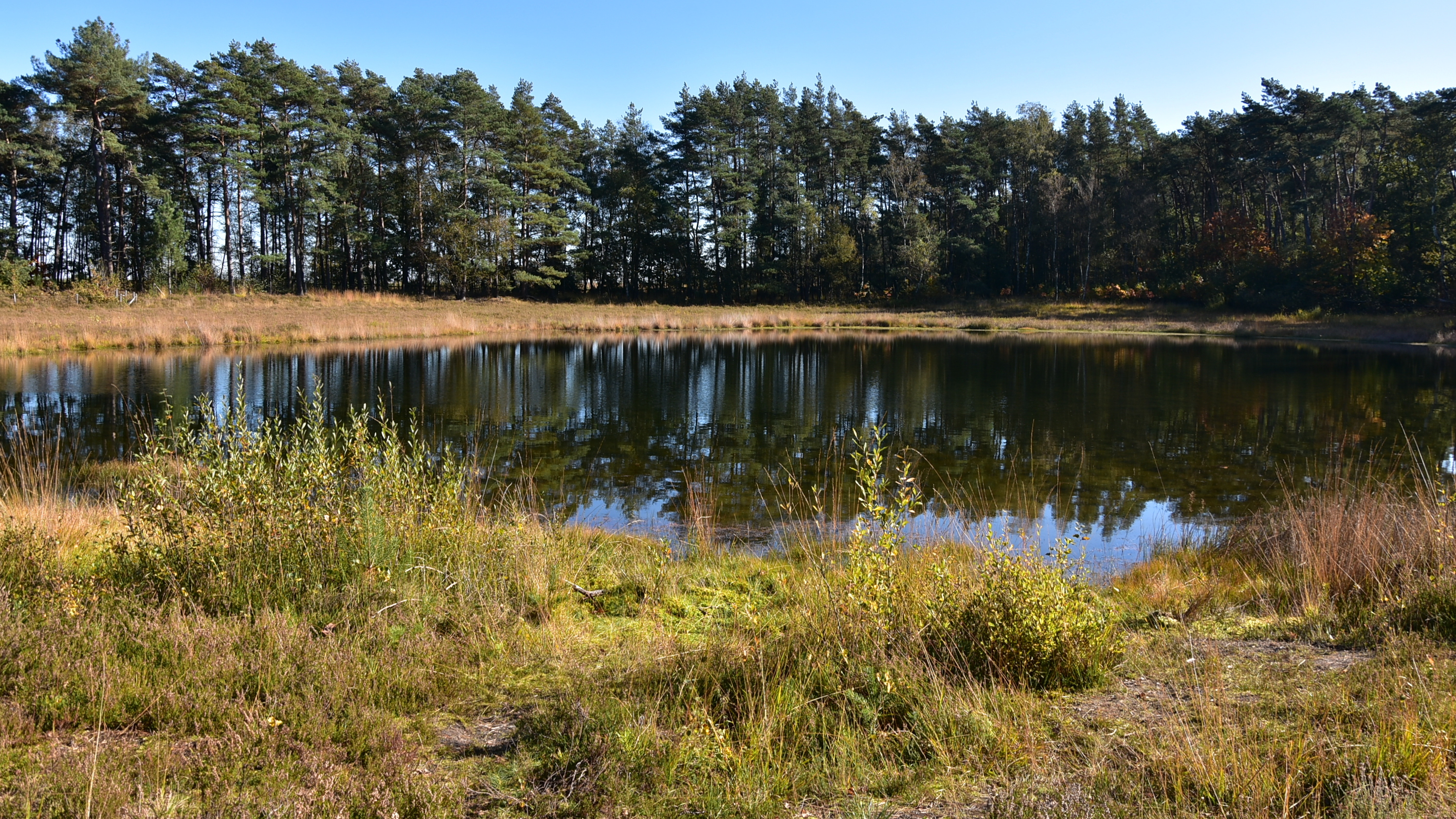
Het Matthiasven in de Vallei van de Zwarte Beek

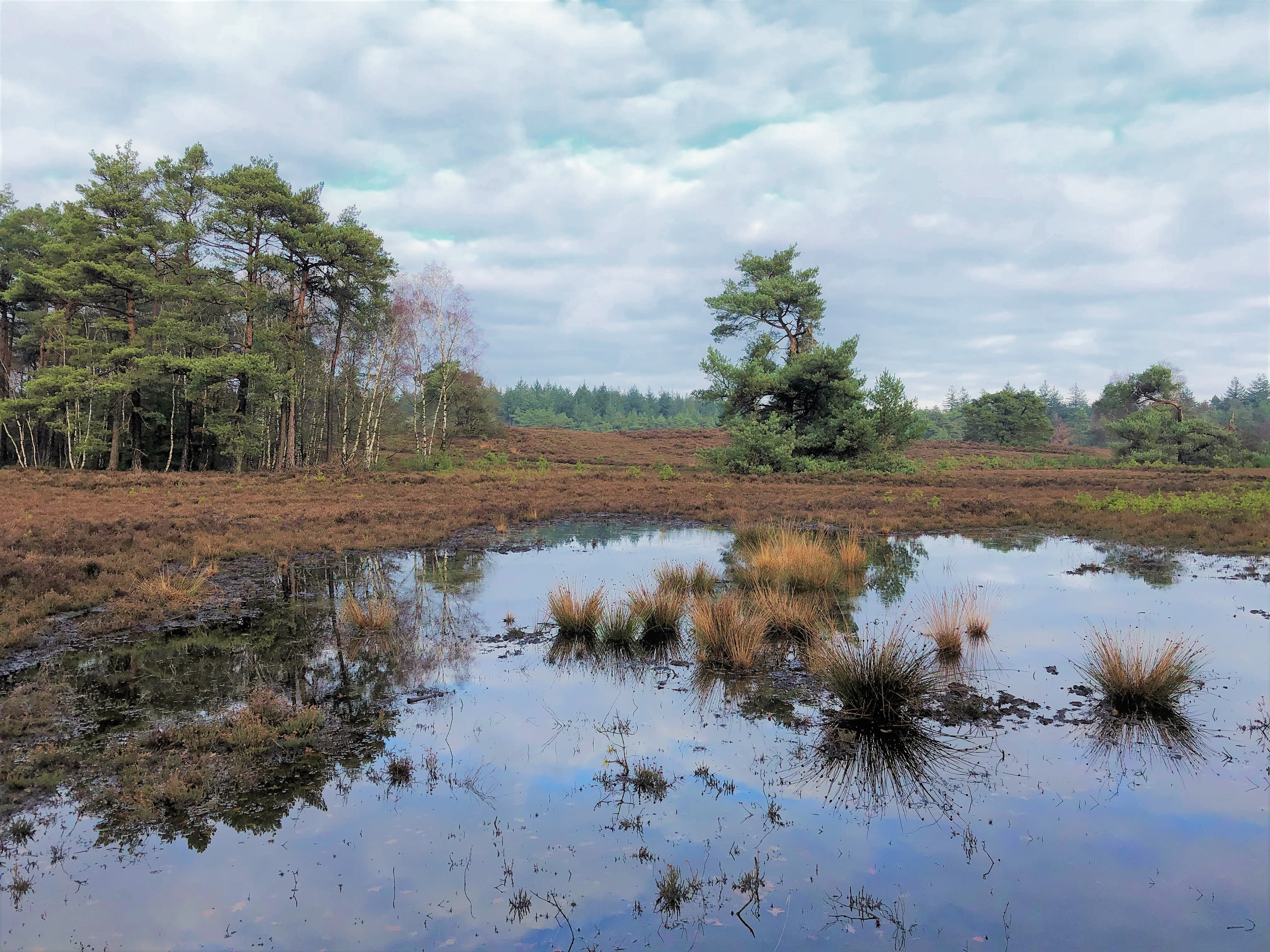
Een ven op de Hooge Heide in Epe

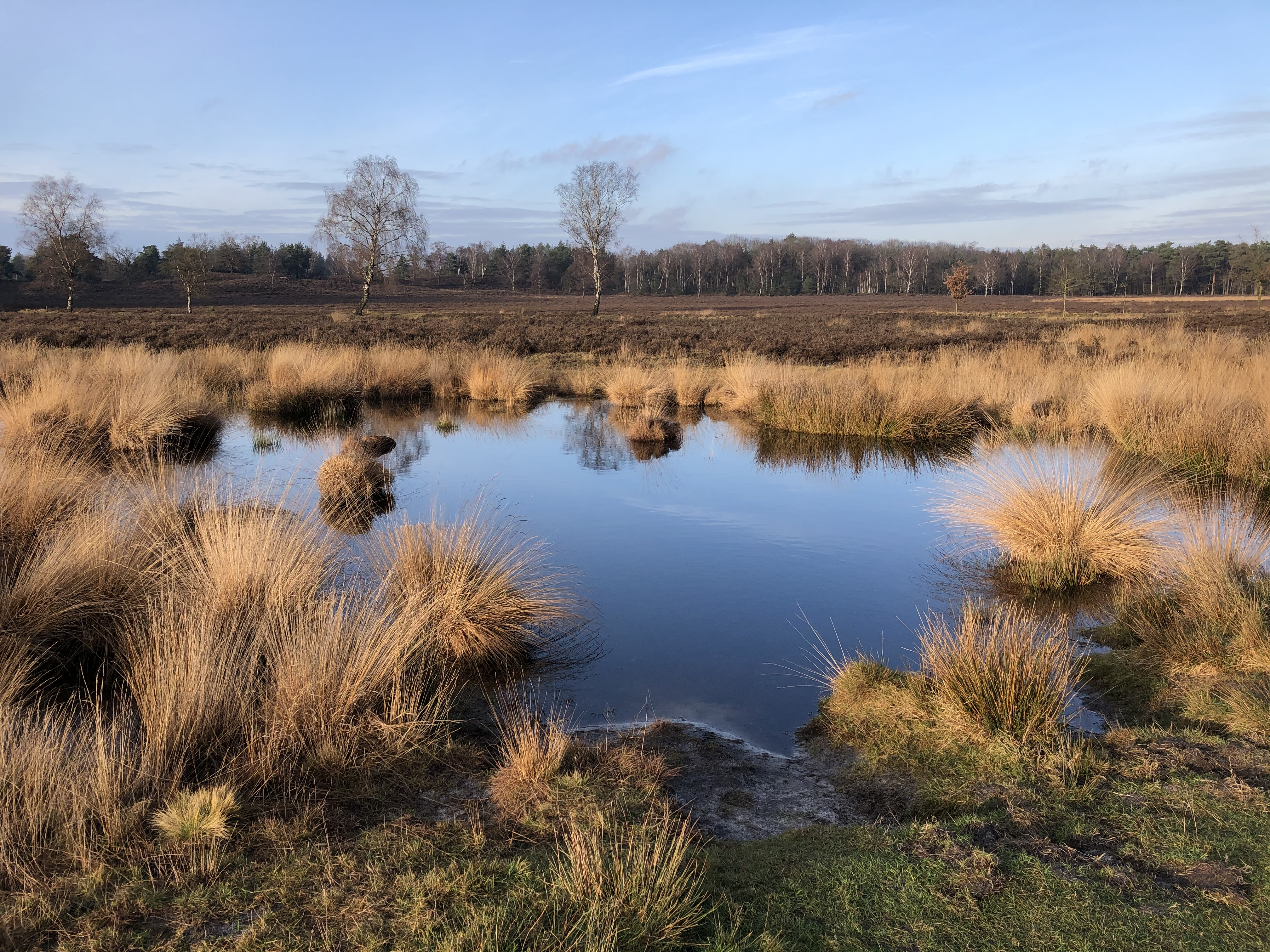
Het Wollegrasven op de Renderklippen, gemeente Heerde

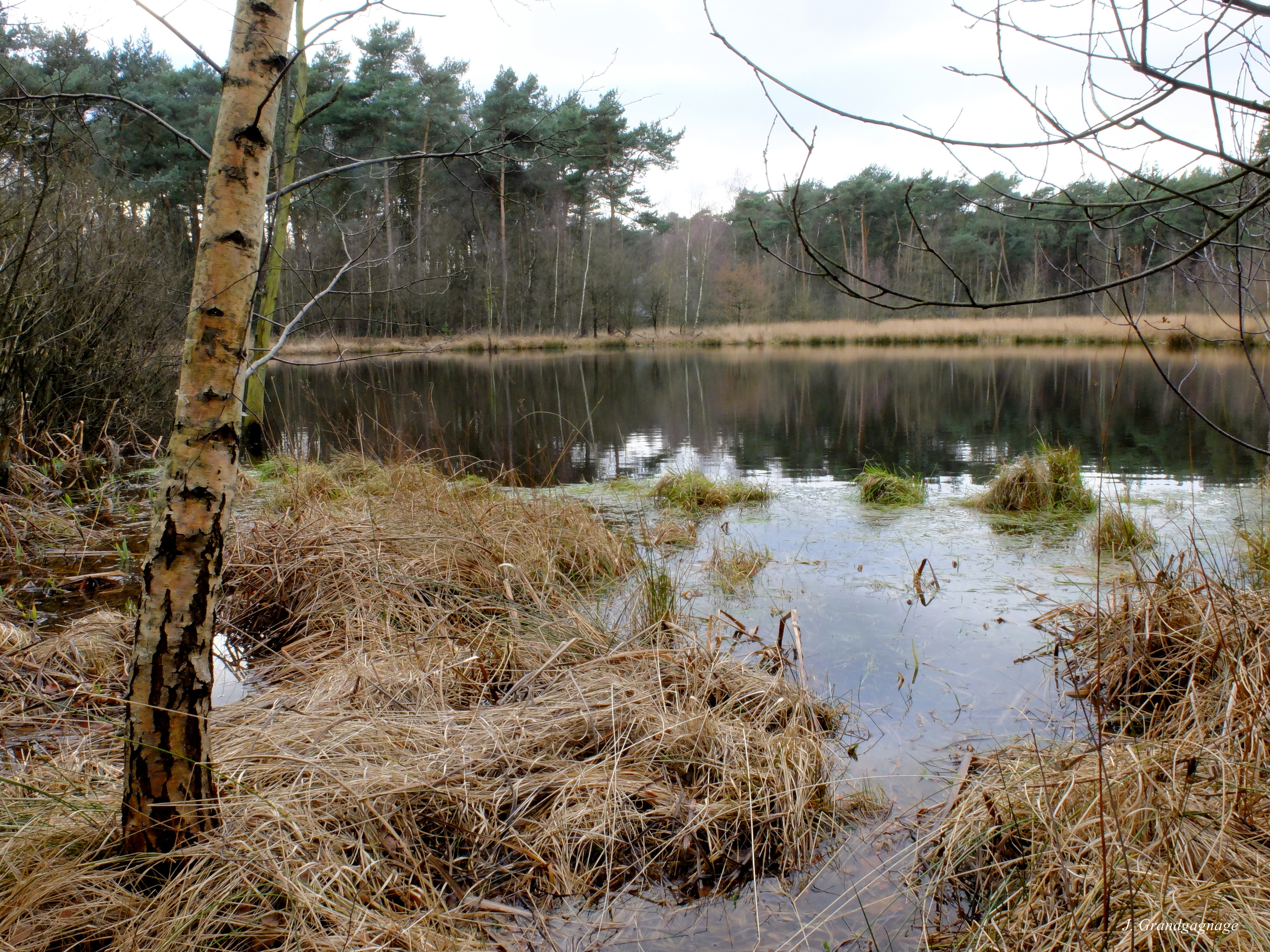
Ven op de Kalmthoutse Heide

Een ven is een meestal ondiep meer dat voorkomt op Pleistocene zandgronden. Vennen hebben wisselende waterstanden en zijn zelden groter dan enkele hectaren. Onder vennen worden uitsluitend natuurlijke wateren verstaan. Ze worden gevoed door regenwater of grondwater.

## Karakteristieken
Een bekende definitie van een ven is die van Westhoff:
"Een ven is een meestal ondiepe plas met wisselende waterstand, in oppervlakte variërend van enkele deciaren tot enkele hektaren".
Westhoffs opmerking dat vennen ondiep zijn en een wisselende waterstand hebben is correct en essentieel voor de meest karakteristieke groep vennen, zoals uitgewaaide laagten, maar gaat bijvoorbeeld niet op voor de zogenoemde pingoruïnes. Ook de geringe omvang is geen absolute voorwaarde: het Beuven is bijvoorbeeld bijna 100 ha groot.
Het voorkomen van vennen was vanouds beperkt tot heidevelden op pleistocene dekzandgebieden. Er zijn echter een paar uitzonderingen. Zo is de Brunssummerheide een zeldzaam voorbeeld van een heide op miocene zandgronden. De Oisterwijkse bossen lijken op alledaagse naaldbossen, maar bepaalde gedeelten zijn zeer oud en zijn nooit heide geweest.
Vanaf de 19e eeuw tot omstreeks 1960 werden de meeste heidevelden ontgonnen waardoor veel vennen verdwenen. Wanneer heide tot bos werd ontgonnen bleven de vennen daarin vaak gespaard; in het landbouwgebied verdwenen de meeste, terwijl de weinige die overbleven vaak ernstig te lijden kregen van eutrofiëring.
In een groot deel van de vennen heeft zich veengroei voorgedaan. Hoogstwaarschijnlijk zijn vele heidevennen kleinschalige veengebiedjes geweest, die na vervening weer uit open water gingen bestaan. In Drenthe worden deze plassen vaak 'veentjes' genoemd. Volgens etymologen is het woord ven, een begrip dat volgens Westhoff in Brabant moet zijn ontstaan, in haar oorsprong niet te scheiden van het begrip veen. In kustgebieden, met name in Friesland, maar dan gespeld met een f, komt het woord ven ook voor als woord voor zowel veenderijen als grazige weiden. In de Peel werden grootschalige hoogveenvlaktes vaak met het woord ven aangeduid. Een belangrijke uiteenzetting over dit onderwerp is gegeven door W. Osta.
Sommige namen van vennen hebben de term meer in zich, maar onderscheid tussen een ven of een meer valt niet aan te geven.

## Indeling naar ontstaanswijze
Een samenvattende uitspraak deed professor J. van Baaren:
IJs, ijswater, stromend water, wind, afspoeling en veengroei kunnen vennen doen ontstaan, hetzij uit reeds gevormde beekdalen, hetzij uit vegetatievrije plekken, ieder voor zich, of in combinatie. (Van Baaren, 1928)
Naar de ontstaanswijze onderscheidt men met name de volgende hoofdtypen:
- Uitwaaiingslaagten.
- Laagten in het dekzandlandschap.
- Stroomdalvennen
- Smeltwaterdalvennen
- Pingoruïne's
- Meerstallen of doodleggers.

## Beschrijving
Vennen van alle typen hebben meestal een modderige bodem, maar soms ook een venige bodem of een schone zandbodem. Vooral in Drenthe is vaak sprake van een ondoordringbare keileemlaag dicht aan de oppervlakte, waardoor het venwater alleen door zijdelings wegzijgen opgenomen kan worden in het grondwater. Vennen kunnen heel ondiep zijn met een vlakke, schotelvormige doorsnee, zoals op de Strabrechtse heide, of enkele meters diep en komvormig, zoals pingoruïnes of stroomdalvennen.

### Uitwaaiingslaagten

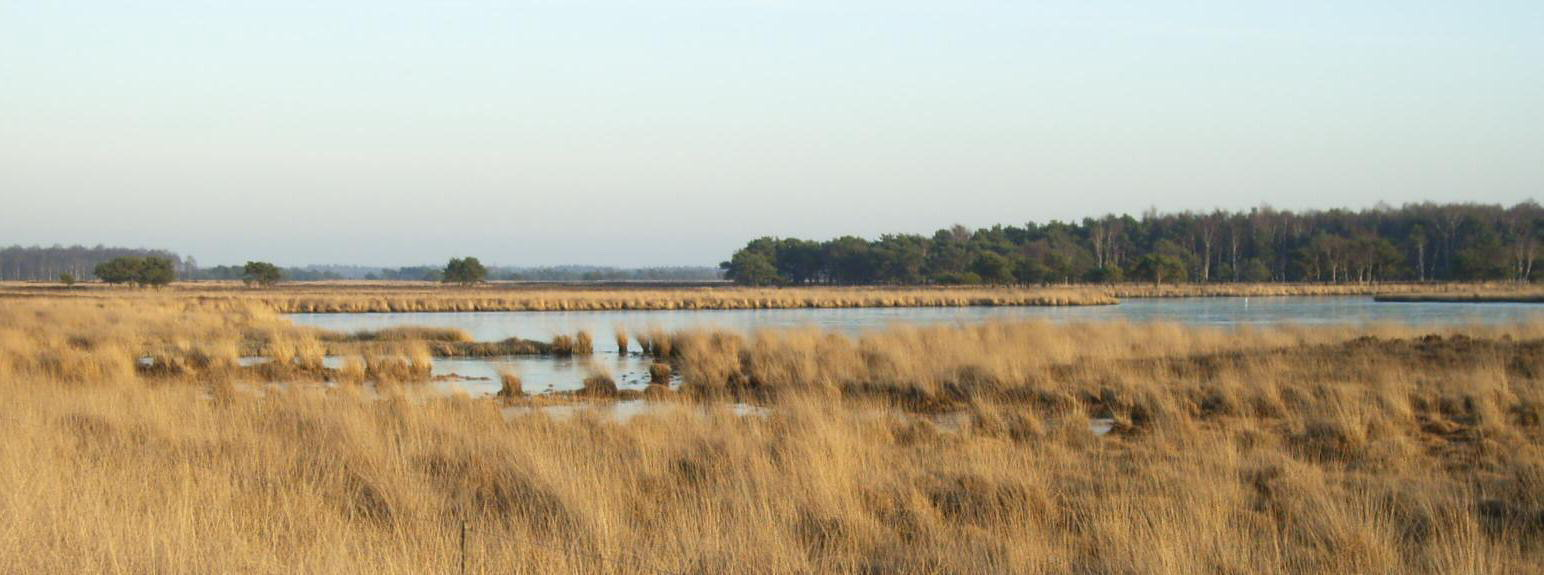
Waschven op de Strabrechtse heide

In de kale poolwoestijnen van de weichselien-ijstijd verstoof het dekzand van de Nederlandse zandprovincies op grote schaal. Daarbij werd enerzijds plaatselijk het zand tot op de zandondergrond weggestoven, zodat ondiepe, langgerekte of vormeloze plassen ontstonden. Het zand werd nooit verder dan tot de zandondergrond weggestoven, zodat deze plassen ondiep bleven. Deze vennen kennen vaak een onafhankelijke “schijn-grondwaterspiegel”. Die kan veroorzaakt worden door “venlaagjes”, ontstaan uit afgestorven vegetatie, door een ondergrond met Brabantse leem of door podzol-achtige inspoelingslaagjes van humus of ijzer.
Vaak is dit veelvoorkomende soort ven nogal vlak in doorsnede (schotelvormig) en soms vrij groot zodat er in de zomer brede droogvallende oevers ontstaan. Na een enkele regenbui kunnen ze plotseling aanzienlijk in oppervlakte toenemen. De meeste vennen bij Oisterwijk en op de Strabrechtse heide zijn van dit type. Ook hebben zich na verloop van tijd door afgestorven vegetatie en/of afzetting van ijzeroer sterk ondoorlatende bodems gevormd. De kwetsbaarheid van dit soort ‘venlaagjes’ is een reden om op de oevers van bepaalde vennen betreding te verbieden.
Vennen, die ontstaan zijn op lage plekken in het dekzandlandschap (waar weinig dekzand werd afgezet) worden als een andere type gezien dan de uitwaaiingslaagten, maar zijn daarvan moeilijk te onderscheiden.
Het Waschven heeft de voor uitgewaaide laagte typische schotelvorm en geringe diepte, maar kan ook gevormd zijn doordat ter plekke de bodem laag en de dekzandlaag dun is.

### Stroomdalvennen

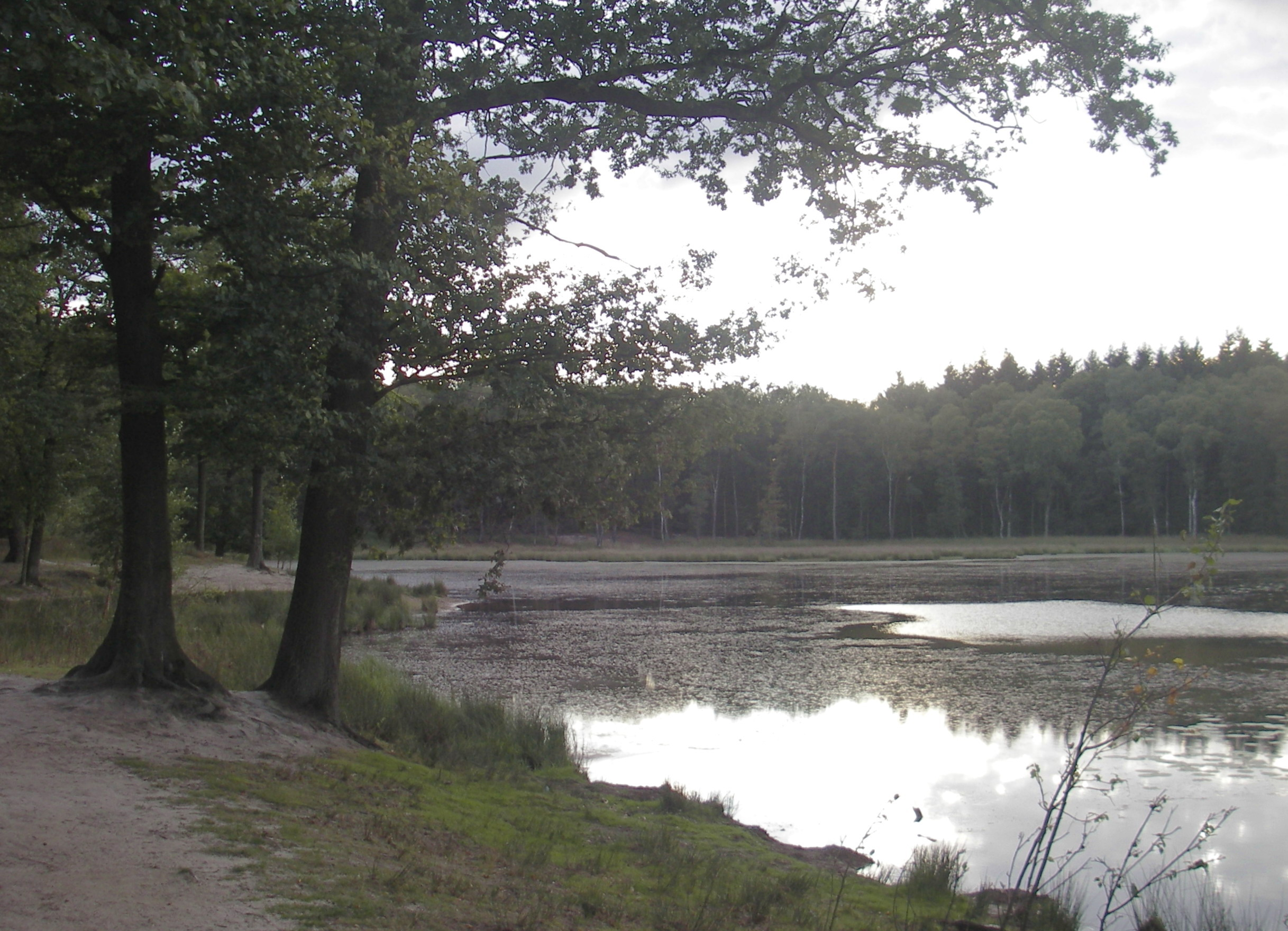
De Venkoelen bij Venlo

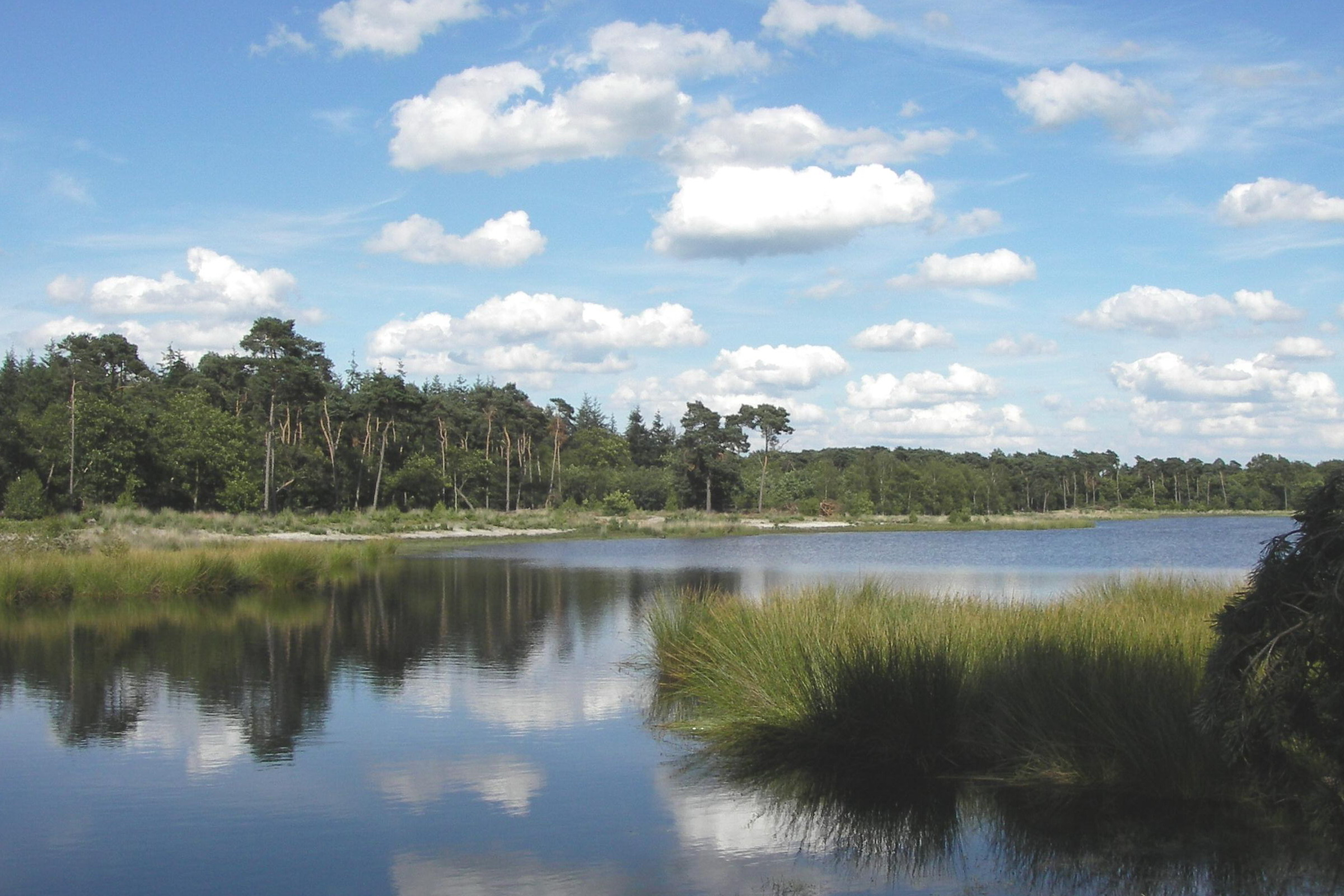
Het Buntven bij Deurne

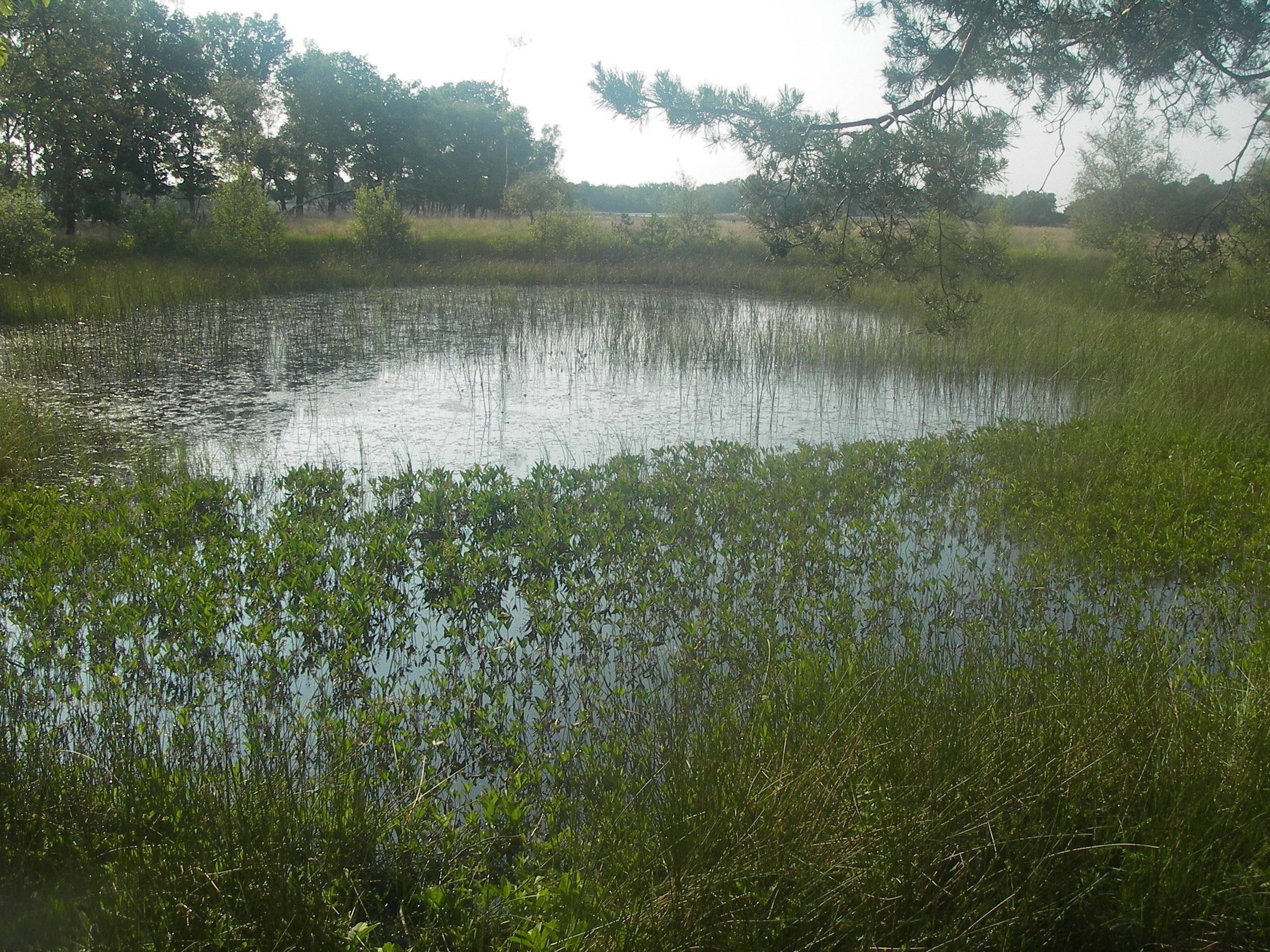
Het Rondvenneke, voorbeeld van een pingoruïne

Stroomdalvennen ontstonden uit vroegere beek- of rivierbeddingen, zoals afgesneden kronkels van de Maas of de Dommel. De aard van het stroomdal en de ouderdom van de vennen kunnen sterk verschillen.
Ze zijn meestal langgerekt van vorm en vaak dieper dan uitwaaiingsvennen. Door de ligging in een zone met beek- of rivier afzettingen zijn ze relatief voedselrijk (mesotroof), zelfs indien ze zich na verloop van tijd met veen beginnen te vullen en geleidelijk gaan verzuren. Meestal ontbreekt een schijngrondwaterspiegel en is hun waterstand een voortzetting van die van de omgeving. In zoverre voldoen ze vaak niet aan Westhoff's definitie. Al gaat het soms heel duidelijk om afgesneden rivierarmen, toch kan het zonder kennis van de lokale geologie erg lastig zijn ze te onderscheiden van uitgestoven laagtes en dragen ze doorgaans namen met 'ven' erin.
Voorbeelden zijn het Wijlermeer en de Overasseltse vennen bij Nijmegen, de Venkoelen bij Venlo en de Vaarvennen bij Valkenswaard. Mogelijk is de keten van Peelvennen bij Weert ook een serie stroomdalvennen, ontstaan in een zijdal van de Maas. (de Bruijn, p21).

### Smeltwaterdalvennen
Dit is een bijzondere vorm van stroomdalvennen die dateert uit de Weichsel-ijstijd. Vanwege hun ouderdom kunnen ze schijngrondwaterspiegels vormen en op uitwaaiingslaagten gaan lijken. In de ijstijd ontstonden vele beekjes door het afstromen van smeltwater. Die beekjes stoven vaak weer grotendeels dicht, maar lieten een aantal geïsoleerde laagten achter.
Een voorbeeld is het Buntven bij Deurne, dat een restant is van de loop van een uit de ijstijd stammende voorganger van de Bakelse Aa. Typisch zijn de flinke omvang, de betrekkelijke grote diepte en de langgerekte vorm.

### Pingoruïnes
Pingoruïnes zijn overblijfselen van vorstheuvels uit de Weichselien-ijstijd. Deze vorstheuvels ontstonden uit ijslenzen via een proces dat wordt vergeleken met het op- of kapotvriezen van een weg in een strenge winter. Dit type is vaak te herkennen aan een opvallende ronde vorm. Ze komen talrijk voor op het Drents Plateau, maar zijn tamelijk schaars in het midden en zuiden van Nederland. Pingovennetjes zijn vaak betrekkelijk klein, naar verhouding nogal diep (enkele meters), sterk venig en vallen zelden droog. Het is in dat verband betekenisvol dat een oud verhaal over het Uddelermeer vertelt dat het meer 'geen bodem heeft.'
Het Rondvenneke op de Strabrechtse Heide is een van de weinige pingoruïnes in Brabant, het is een aardkundig monument. De oppervlakte beslaat slechts een halve ha groot en is opvallend rond van vorm. Er is een vrij duidelijke ringwal aanwezig, het ven valt nooit droog en is nogal venig. Opvallend is de rijke vegetatie met onder andere waterdrieblad.

### Meerstallen
Voor de volledigheid worden hier ook de meerstallen vermeld. Ze voldoen niet aan Westhof's definitie, noch worden ze als vennen aangeduid, maar op het oog zijn ze niet van vennen te onderscheiden. Meerstallen zijn echter ontstaan als natuurlijke open waters in uitgestrekte veengebieden, ze zijn inmiddels uiterst zeldzaam geworden.

## Begroeiing
De meest algemene plant in en om vennen is waarschijnlijk het pijpenstrootje met zijn karakteristieke hoge pollen. Algemeen op zandige oeverplekjes zijn witte- en bruine snavelbies, veenmossen en pitrus.
Vennen met een veenbodem hebben soms nog een hoogveenvegetatie, zoals het Kanunnikesven bij Eindhoven en het Goudsbergven op de Strijbeekse Heide. Zo’n ven heeft meestal een ringvorm, met een groot drijvend veenmoseiland in het midden en een strook open water rondom. Ook zie je wel randjes met veenvegetaties langs de oever. Typisch voor voedselarme vennen met een schone bodem is vooral veenpluis.
In uitgewaaide laagtes met een zandbodem kan soms door de inwerking van de wind een interessant verschil ontstaan tussen een modderige zuidwestelijke en een schone, zanderige oever aan de noordoostzijde. Op die oostoever kan een bijzondere begroeiing ontstaan met bijvoorbeeld met soorten als oeverkruid, waterlobelia en moerashertshooi.
Langs sommige venige venoevers groeit massaal gagel, een ca 100 cm hoog geurig struikje. Ooit werd het in plantages verbouwd om, in plaats van hop, te worden toegepast bij het brouwen van bier.
Als een ven wat voedselrijker is, zijn soorten als wateraardbei, waterdrieblad en snavelzegge te zien. Wordt het nog iets voedselrijker dan treden in het water planten op als fonteinkruid en waterlelie. Is een ven door ontginning van heide in landbouwgebied achtergebleven of in contact gekomen met water uit landbouwgebieden, dan kan het geëutrofieerd raken. De bijzondere soorten verdwijnen dan en maken plaats voor meer algemene en snelgroeiende, zoals riet, lisdodde, tandzaad en waterpest

## Verlanding

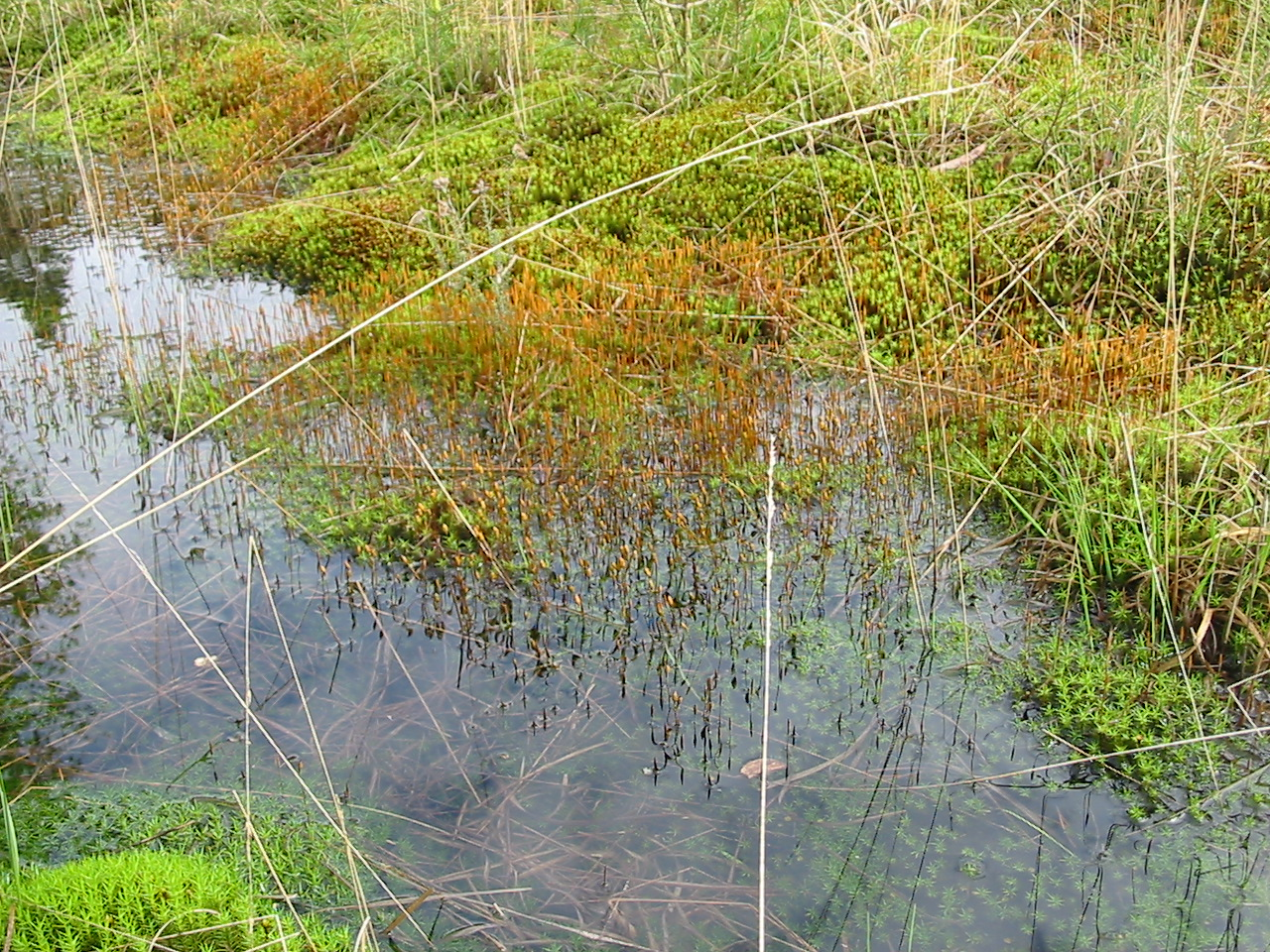
Verlanding aan de rand van het ven de Deelense was op de Hoge Veluwe

In de natuur en ecologie spelen vennen een belangrijke rol. Aan de rand van een ven treedt veelal een natuurlijk transitieproces op. Er groeien allerlei planten, waaronder veel mossen. Na afsterven ervan blijven resten achter die onder water nauwelijks vergaan, daardoor treedt verlanding op. In de loop van eeuwen kan zo een pakket hoogveen ontstaan. Dit veen is later bij turfwinning vaak weer weggegraven.
Een ven zal onder voedselrijke omstandigheden veel sneller verlanden. Er verschijnen dan heel andere soorten zoals waterlelie, riet, egelskop en lisdodde.

## Benutting van vennen
In enkele vennen, onder andere het Meerbaansblaak op de Groote Peel, kwamen vroeger meeuwenkolonies voor die zelfs beschermd werden om eieren te kunnen rapen.
Er werd vaak gebruikgemaakt van de kwaliteit van het heldere water. Enkele vennen dragen een naam die naar het bierbrouwen zou kunnen verwijzen, bijvoorbeeld de Brouwkuip bij Oisterwijk. De meermalen voorkomende naam Waschven wijst op het wassen van schapen. De vlasnijverheid gebruikte de vennen ook. Tot diep in de 19e eeuw had bijna elk dorp in Brabant zijn eigen vlasnijverheid en dus een eigen plek om het geoogste vlas te laten roten. Sommige vennen heten nu nog Vlasroot of Rootven. Later werden vennen benut door aardappelmeelfabrieken die er vloeivelden voor afvalwater van maakten. Het Diependal-complex in Midden-Drenthe is na buitendienststelling in 1980 omgevormd tot een ca 1000 ha groot natuurgebied.
Er werd bij vennen ook veel gegraven. Vooral naar turf. Een naam als Kiezelven, gelegen bij Geldrop, wijst erop dat sommige vennen kunnen zijn ontstaan of vergroot werden door kleinschalige grindwinning.
Ingrijpend was het in gebruik nemen van sommige vennen in visvijvers. Dit verschijnsel deed zich met name voor in Belgisch Limburg en in mindere mate ook in Nederland, vooral in het zuiden en nauwelijks in Drenthe. Een voorbeeld is het Greveschutven bij Valkenswaard, dat lange tijd deel uitmaakte van een groot visteeltcomplex van de Heidemij.
Sommige vennen werden al eeuwen geleden afgelaten. Dit is ontwatering zodat het gebied als weiland of hooiland gebruikt kon worden.

## Gebieden met vennen in Nederland
Hieronder volgt een overzicht van de voornaamste vennencomplexen om een indruk te geven van hun verspreiding.
Ze zijn, uitgezonderd enkele stroomdalvennen, uitsluitend te vinden in oude heidevelden of voormalige heidevelden in de (dek)zandstreken van het binnenland.

### Drents Plateau
Drenthe is een van de provincies in Nederland waar vennen talrijk zijn. Drenthe wordt qua landschap vaak vergeleken met een omgekeerd soepbord, met een vlak betrekkelijk hoog en nogal vlak midden, en lagere randen. Het hoge midden wordt aangeduid als het Drents Plateau. Het bestaat uit met zand bedekte grind- en zandafzettingen uit de laatste ijstijd. Er zijn weinig grote hoogteverschillen, het gehele Plateau ligt tussen de 10 en 20 meter boven NAP. Enkele meters onder de dekzandlaag bevindt zich veelal een voor water ondoorlatende laag keileem, die er voor verantwoordelijk is dat de Drentse heiden veel beter vochthoudend zijn dan die in bijvoorbeeld Brabant of de Veluwe. Op het Drents plateau zijn met name veel pingoruïnes en uitgeveende plassen. Ze komen in grote aantallen (vele honderden) verspreid door het hele gebied voor, zowel op de grote heidevelden, op verspreide snippers heide in het landbouwgebied, in boswachterijen en ook veel midden in het landbouwgebied, al zijn ze daar maar zelden goed bewaard gebleven.
De twee belangrijkste concentraties zijn in de eerste plaats de Hondsrug, met de boswachterijen Schoonlo, Grollo en Hooghalen en daarnaast het Dwingelderveld en omgeving tussen Ruinen, Beilen en Havelte
Het Drents Plateau omvat behalve de provincie Drenthe zelf ook bepaalde aangrenzende zanderige delen van de provincies Friesland (de wouden), Groningen (Westerwolde) en Overijssel. Op beperkte schaal komen ook daar heiden en vennen voor, zoals resp. op de heiden van Bakkeveen en Duurswoude en in de Boswachterij Sellingen.

### Gelderland, Overijssel, Utrecht
De grote zandgebieden in het centrum van Nederland hebben met elkaar gemeen dat er -zeker naar verhouding van de grote oppervlakten aan bos en heide- maar weinig vennen te vinden zijn. In Twente zijn enkele uitgewaaide laagtes: de bergvennen bij Lattrop en de Steenhaarplassen bij Haaksbergen. In de Veluwe zijn de bekendste onder de hier zeldzame vennen het Uddelermeer -een grote pingoruïne- en het Deelense Was, de Looflesch en de Gerritsflesch, beide uitgewaaide laagten. Verder zijn er op de Veluwe nog tientallen, onbenoemde vennen. In de Gelderse Vallei liggen een aantal vennetjes in en om de Appelsche heide tussen Barneveld en Nijkerk en het Egelmeer tussen Veenendaal en Amerongen.
De Utrechtse Heuvelrug is even arm aan vennen als de Veluwe. Het Leersumse Veld is mogelijk een stroomdalven in en oud zijdal van de Rijn.
Veel meer vennen zijn te vinden in de omgeving van de grote rivieren, met name in een aantal rivierduingebieden zoals de Hatertse en Overasseltse vennen in een oud rivierduingebied niet ver van de Maas bij Wijchen. In dit soort gebieden liggen typische stroomdalvennen zoals het Wijchense ven naast vennen waar verstuiving een rol heeft gespeeld,

### Noord-Brabant
Op de Brabantse zandgronden worden vennen pas weer echt talrijk, terwijl er meer door ontginning zijn verdwenen dan in Drenthe.
De grote vennencomplexen in het hart van Brabant bij Oisterwijk (Oisterwijkse Bossen en Vennen) en op de nabijgelegen Kampina worden veel gebruikt als wandelgebied. Bij Oisterwijk ligt een aantal stroomdalvennen, in een omgeving waar lang geleden gedeelten van beken als de Beerze, de Reusel en de Essestroom zijn dichtgestoven. Op de Kampina gaat het meestal om uitgewaaide laagtes, zoals de Zandbergsvennen. Het Belversven is weer een typisch stroomdalven.
Een minder bekend complex in het midden van Brabant ligt op de Landschotse Heide bij Middelbeers met grote vennen als de Keijenhurk en het Wit-Holland ven.
Een andere grote concentratie van vennen en vennetjes doet zich voor in beide grote bosgordels in Zuidoost-Brabant bij Eindhoven: enerzijds Leenderheide en omstreken en anderzijds de Strabrechtse heide en omgeving.
Het gebied Leenderbos - Groote Heide bij Waalre, Leende en Valkenswaard kent vooral grote uitgewaaide laagtes, zoals de Hasselsvennen het Diepmeerven, Meeuwven en het Kanunnikesven, maar ook stroomdalvennen langs de Dommel, zoals de Vaarvennen op de Malpieheide. In deze omgeving lag ook het grote, maar al lang geleden tot weiland en maisvelden ontgonnen Groot Huisven van omstreeks 160 ha.
De Strabrechtse Heide en Braakhuizense Heide bij Geldrop en Heeze kennen vooral veel uitgewaaide laagten. Het Beuven is het grootste nog bestaande ven van Nederland. Het vennencomplex op de Braakhuizensche Heide betreft waarschijnlijk een rest van een oud smeltwaterdal.
Deze zandrug, waar de Strabrechtse heide in ligt, zet zich naar het noorden voort in de Molenheide bij Mierlo en de Geeneindse Heide bij Stiphout waarin een dozijn meest kleinere vennetjes verspreid liggen zoals het Lisven en het in een heideveldje gelegen Kamerven.
Elders in Brabant liggen nog kleinere vencomplexen, overwegend op de boswachterijen langs de Belgische grens, zoals bij Ossendrecht rond het Groote Meer, een handvol vennen op de Regte Heide bij Goirle, een complex op de Strijbeekse Heide bij Breda, het imposante Flaasven op Landgoed de Utrecht onder Tilburg.

### Limburg
De twee belangrijkste vennengebieden van Limburg liggen in de Maasduinen en bij Weert.
Het Nationaal Park Maasduinen en omgeving kent een mix van vele soorten vennen: uitgestoven laagten zoals Het Quin bij Afferden, het Pikmeeuwenwater op landgoed De Hamert en de Ravenvennen bij Lomm, resten van veenvlaktes als het Heerenven en bij Venlo stroomdalvennen als de Venkoelen. In Nationaal park Meinweg liggen in een diep gelegen beekdal de Rolvennen, net als de vennetjes in het Leudal, westelijk van de Maas, waarschijnlijk te klasseren als stroomdalvennen.
Bij Weert ligt een groep grote vennen in een oud zijdal van de Maas. Dat begint met het enorme Ringselven op de Loozerheide. Aan de Noordervaart en bij Weert liggen de z.g. Peelvennen, stroomdalvennen die onder invloed van de Tungelroyse Beek die erdoorheen loopt een heel eigen plaats innemen.
Ten slotte liggen er ook enkele vennetjes op de Brunssummerheide in Zuid-Limburg.